# Live (альбом Alice in Chains)
Live — концертный альбом американской рок-группы Alice in Chains. Был издан 5 декабря 2000 года на лейбле Columbia Records. Достиг 142 строчки в хит-параде Billboard 200.

## Список композиций
| №   | Название                                                                | Автор(ы)                                            | Длительность               |
| --- | ----------------------------------------------------------------------- | --------------------------------------------------- | -------------------------- |
| 1.  | «Bleed the Freak» (December 22, 1990, Moore Theater, Seattle, WA)       | Джерри Кантрелл                                     | 4:33                       |
| 2.  | «Queen of the Rodeo» (November 5, 1990, Dallas, TX)                     | Джефф Сильвер, Лейн Стейли                          | 4:39                       |
| 3.  | «Angry Chair» (March 2, 1993, Glasgow Barrowland, Glasgow, UK)          | Лейн Стэйли                                         | 4:22                       |
| 4.  | «Man in the Box» (March 2, 1993, Glasgow Barrowland, Glasgow, UK)       | Джерри Кантрелл, Лейн Стейли                        | 4:59/4:48 unmarked reissue |
| 5.  | «Love, Hate, Love» (March 2, 1993, Glasgow Barrowland, Glasgow, UK)     | Джерри Кантрелл, Лейн Стейли                        | 7:47                       |
| 6.  | «Rooster» (March 2, 1993, Glasgow Barrowland, Glasgow, UK)              | Джерри Кантрелл                                     | 6:54                       |
| 7.  | «Would?» (March 2, 1993, Glasgow Barrowland, Glasgow, UK)               | Джерри Кантрелл                                     | 3:51                       |
| 8.  | «Junkhead» (March 2, 1993, Glasgow Barrowland, Glasgow, UK)             | Джерри Кантрелл, Лейн Стейли                        | 5:21                       |
| 9.  | «Dirt (Drunk and Disorderly Version)» (October 24, 1993, Nagoya, Japan) | Джерри Кантрелл, Лейн Стейли                        | 5:24                       |
| 10. | «Them Bones» (July 2, 1996, Kiel Center, St. Louis, MO)                 | Джерри Кантрелл                                     | 2:39                       |
| 11. | «God Am» (July 2, 1996, Kiel Center, St. Louis, MO)                     | Джерри Кантрелл, Майк Айнез, Шон Кинни, Лейн Стейли | 3:59                       |
| 12. | «Again» (July 2, 1996, Kiel Center, St. Louis, MO)                      | Джерри Кантрелл, Лейн Стейли                        | 4:24                       |
| 13. | «A Little Bitter» (July 3, 1996, Kemper Arena, Kansas City, MO)         | Джерри Кантрелл, Майк Айнез, Шон Кинни, Лейн Стейли | 3:52                       |
| 14. | «Dam That River» (July 3, 1996, Kemper Arena, Kansas City, MO)          | Джерри Кантрелл                                     | 3:33                       |

## В записи участвовали
| Alice in Chains - Лейн Стейли — вокал, ритм-гитара - Джерри Кантрелл — соло-гитара, бэк-вокал - Шон Кинни — ударные - Майк Айнез — бас-гитара (песни 3-14) - Майк Старр — бас-гитара (песни 1-2) | Технический персонал - Питер Флетчер и Тони Уилсон — продюсирование - Эллиот Бэйли и Тоби Райт — сведение (треки 1, 10-14) - Марк Нэфиси — звукозапись (треки 2, 9) - Майк Уолтер — инжиниринг (треки 3-8) - Стивен Маркуссен — мастеринг - Мэри Маурэр — арт-дирекция - Брэнди Флауэр/Хэппинстенс — дизайн - Марти Тэмм — фотографирование - Шон Кинни — концепция |